# Échelle Réaumur
Pour les articles homonymes, voir Réaumur.

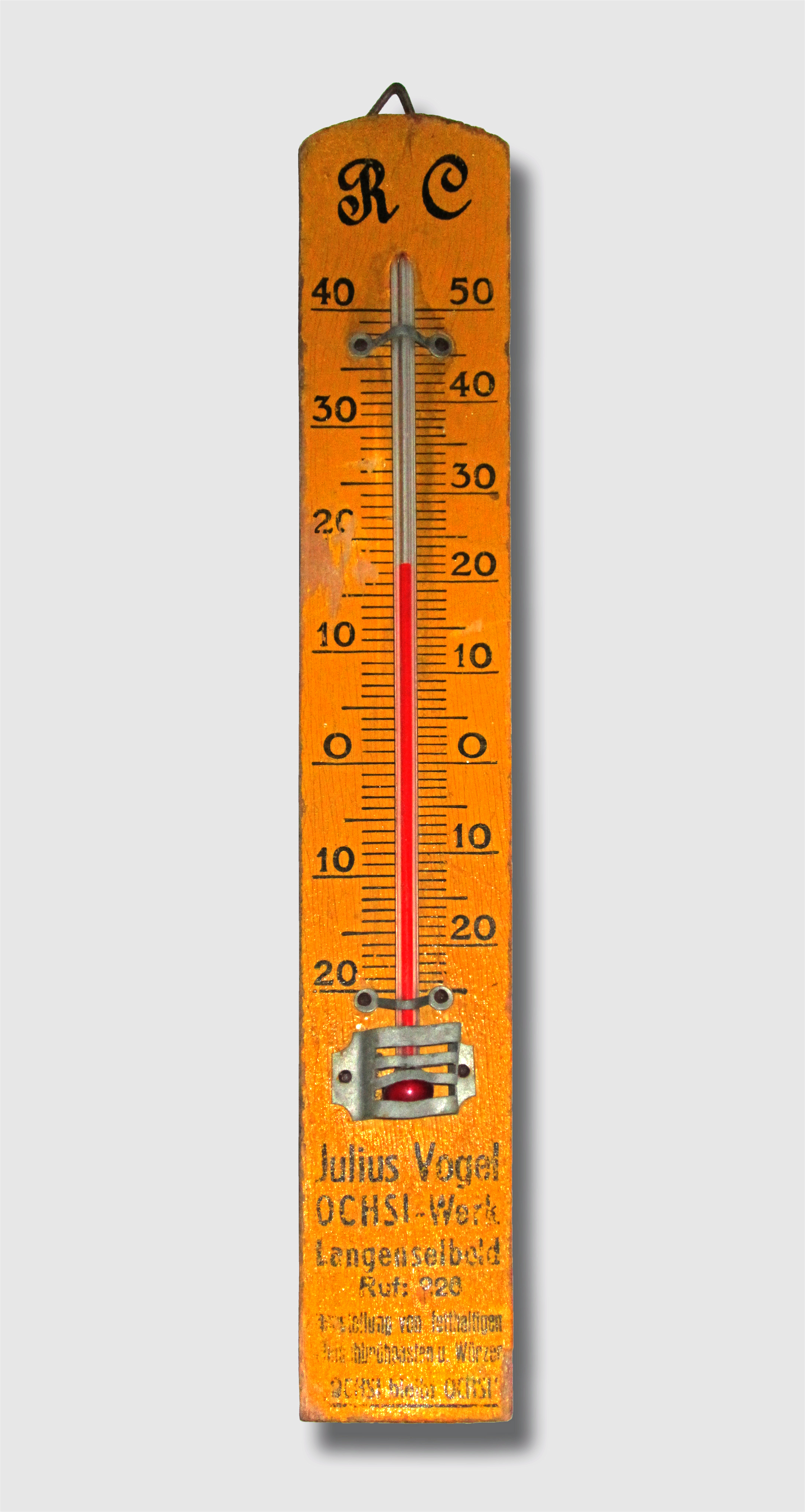
Un thermomètre Réaumur.

L'échelle Réaumur est une échelle de température conçue en 1731 par le physicien et inventeur français René-Antoine Ferchault de Réaumur (1683-1757), qui a défini son thermomètre à partir de la dilatation apparente de l'alcool et en calibrant un intervalle de référence entre le point de congélation de l'eau (valeur : zéro) et le point d'ébullition de l'esprit de vin (valeur 80),.
La relative difficulté de reproduire le point haut de cette échelle a rapidement conduit, pendant la seconde moitié du XVIIIe siècle, à la fabrication d'instruments dont le liquide dilatable était le mercure (ce qui permettait des mesures au-delà du point d'ébullition de l'alcool), avec une échelle définie entre la température de la glace fondante et celle de l'eau en ébullition, mais graduée en 80 divisions. Ces thermomètres ont néanmoins été labellisés « de Réaumur ».
Ainsi, l'unité de cette échelle, nommée faussement le degré Réaumur, vaut 5/4 (soit 1,25) d'un kelvin (ou d'un degré Celsius) et a le même zéro que le degré Celsius. Son symbole est généralement °Ré ou °R, bien que l'on voie parfois °r.
Cette conversion n'a pas lieu d'être si l'on se réfère au thermomètre original de Réaumur décrit dans son mémoire de 1730.
Le lien ci-dessous illustre un thermomètre ancien, fabriqué vers 1758 par George Adams (1709-1772), de Fleet Street, Londres, fabricant d'instruments mathématiques pour le roi George III (à partir de 1756). On y voit quatre échelles de température en usage à l'époque : Newton, de Lisle, Fahrenheit et Réaumur.
- Thermomètre gradué en Newton, de Lisle, Fahrenheit et Réaumur

En France, le thermomètre de Réaumur fut largement utilisé avant l'adoption de l'échelle de Celsius. La transition fut longue : l'échelle de Celsius fut adoptée par la Convention en 1794, mais les journaux, cinquante ans plus tard, donnaient encore la température dans l'une ou l'autre échelle, ou les deux à la fois.

## Autres échelles de température
Différentes échelles sont utilisées pour mesurer la température : l’échelle Newton (établie vers 1700), Rømer (1701), Fahrenheit (1724), Réaumur (1731), Delisle (1738), centigrade (de Celsius) (1742), Rankine (1859), kelvin (1848), Leyden (ca. 1894 ?), Celsius (1948).
| Échelle → Température ↓                                                             | Kelvin          | Celsius       | Centigrade (historique) | Fahrenheit | Fahrenheit | Fahrenheit     | Rankine         | Delisle | Newton | Réaumur | Rømer   |
| Échelle → Température ↓                                                             | Kelvin          | Celsius       | Centigrade (historique) | originelle | historique | actuelle       | Rankine         | Delisle | Newton | Réaumur | Rømer   |
| ----------------------------------------------------------------------------------- | --------------- | ------------- | ----------------------- | ---------- | ---------- | -------------- | --------------- | ------- | ------ | ------- | ------- |
| Zéro absolu                                                                         | 0               | −273,15       | −273,197                |            |            | −459,67        | 0               | 559,725 | −90,14 | −218,52 | −135,90 |
| Plus basse température naturelle relevée à la surface de la Terre par télédétection | 180,0           | −93,2         |                         |            |            | −135,8         | 323,9           | 289,8   | −30,8  | −74,6   | −41,4   |
| Mélange eau/sel de Fahrenheit                                                       |                 |               |                         | 0          |            |                |                 |         |        |         |         |
| Origine de l'échelle Celsius moderne                                                | 273,15          | 0             |                         |            |            | 32             | 491,67          | 150     | 0      | 0       | 7,5     |
| Point de fusion de l'eau (à pression atmosphérique)                                 | 273,150 089(10) | 0,000 089(10) | 0                       | 32         | 32         | 32,000 160(18) | 491,670 160(18) | ≈ 150   | ≈ 0    | ≈ 0     | ≈ 7,5   |
| Point triple de l'eau                                                               | 273,160 0(1)    | 0,010 0(1)    |                         |            |            | 32,018 0(18)   |                 |         |        |         |         |
| Température moyenne à la surface de la Terre                                        | 288             | 15            |                         |            |            | 59             | 518,67          | 127,5   | 4,95   | 12      | 15,375  |
| Température moyenne du corps humain                                                 | 309,95          | 36,8          |                         |            |            | 98,24          | 557,91          | 94,8    | 12,144 | 29,44   | 26,82   |
| Plus haute température naturelle enregistrée à la surface de la Terre               | 329,8           | 56,7          |                         |            |            | 134            | 593,67          | 67,5    | 18,7   | 45,3    | 33,94   |
| Point d'ébullition de l'eau (à pression atmosphérique)                              | 373,133 9       | 99,983 9      | 100                     | ≈ 212      | 212        | 211,971        | 671,641         | 0       | 33     | 80      | 60      |
| Point de fusion du titane                                                           | 1 941           | 1 668         |                         |            |            | 3 034          | 3 494           | −2 352  | 550    | 1 334   | 883     |
| Température estimée de la surface du Soleil                                         | 5 800           | 5 526         |                         |            |            | 9 980          | 10 440          | −8 140  | 1 823  | 4 421   | 2 909   |
| 1. 2. 3. 4.                                                                         |                 |               |                         |            |            |                |                 |         |        |         |         |